# 2024年オーストリアグランプリ
2024年オーストリアグランプリ（英: 2024 Austrian Grand Prix、正式名称: Formula 1 Qatar Airways Austrian Grand Prix 2024）は、2024年のF1世界選手権第11戦として、2024年6月30日にレッドブル・リンクで開催された。

## 背景
タイヤ
ピレリが持ち込んだドライ用タイヤのコンパウンドはハード（白）：C3、ミディアム（黄）：C4、ソフト（赤）：C5のソフト寄りの組み合わせ。
| ドライ用   | ドライ用       | ドライ用   | ウェット用           | ウェット用   |
| C3         | C4             | C5         | インターミディエイト | フルウェット |
| ---------- | -------------- | ---------- | -------------------- | ------------ |
| （ハード） | （ミディアム） | （ソフト） | （小雨用）           | （大雨用）   |
DRS：3箇所
※（　）内は検知ポイント
- DRS1：ターン1より102m先から（ターン1より160m手前）
- DRS2：ターン3より100m先から（ターン3より40m手前）
- DRS3：ターン10より106m先から（ターン10より120m手前）

サーキット
前年のオーストリアGPでトラックリミット違反が多数発生したことを踏まえ、主催者とFIAの協力のもと、多くのグラベルトラップを追加した。
スプリント
第5戦中国GPと第6戦マイアミGPに続き、今季3戦目のスプリントが開催される。

## エントリー
レギュラードライバー
前戦スペインGPから変更なし。

## フリー走行
FP1
2024年6月28日 12:30 CEST(UTC+2) （特記のない出典: ）
- 気温：22 °C (72 °F) 路面温度：34 °C (93 °F) 天候：晴 路面状況：ドライ

### FP1の順位
| 順位  | ドライバー         | コンストラクター | タイム   |
| ----- | ------------------ | ---------------- | -------- |
| 1     | M.フェルスタッペン | レッドブル       | 1:05.685 |
| 2     | O..ピアストリ      | マクラーレン     | 1:05.961 |
| 3     | C.ルクレール       | フェラーリ       | 1:06.055 |
| 4     | C.サインツ         | フェラーリ       | 1:06.128 |
| 5     | L.ハミルトン       | メルセデス       | 1:06.254 |
| 出典: |                    |                  |          |

- 注: トップ5まで掲載。

## スプリント予選
2024年6月28日 16:30 CEST(UTC+2) （特記のない出典: ）
- 気温: 28 °C (82 °F) 路面温度: 43 °C (109 °F) 天候: 晴 路面状況: ドライ

マックス・フェルスタッペンがSQ1からSQ3の全セッションでトップタイムを記録し、ポールポジションを獲得した。ランド・ノリスとオスカー・ピアストリのマクラーレン勢がフェルスタッペンに続いた。SQ3は全車一発勝負でタイムアタックに臨んだが、シャルル・ルクレールはピットアウトする際にエンジンが停止した影響でタイムアタックに間に合わず10番手となった。角田裕毅はSQ1の最終アタックでスピンを喫するも15番手でSQ1を通過したが、そのスピンによりフロアに応急処理が施されたSQ2は14番手に終わった。

### スプリント予選の結果
| 順位  | No. | ドライバー                 | コンストラクター                        | SQ1      | SQ2      | SQ3      | Grid |
| ----- | --- | -------------------------- | --------------------------------------- | -------- | -------- | -------- | ---- |
| 1     | 1   | マックス・フェルスタッペン | レッドブル-ホンダ・RBPT                 | 1:05.690 | 1:05.186 | 1:04.686 | 1    |
| 2     | 4   | ランド・ノリス             | マクラーレン-メルセデス                 | 1:05.786 | 1:05.561 | 1:04.779 | 2    |
| 3     | 81  | オスカー・ピアストリ       | マクラーレン-メルセデス                 | 1:06.081 | 1:05.379 | 1:04.987 | 3    |
| 4     | 63  | ジョージ・ラッセル         | メルセデス                              | 1:05.764 | 1:05.325 | 1:05.054 | 4    |
| 5     | 55  | カルロス・サインツ         | フェラーリ                              | 1:05.781 | 1:05.435 | 1:05.126 | 5    |
| 6     | 44  | ルイス・ハミルトン         | メルセデス                              | 1:06.504 | 1:05.539 | 1:05.270 | 6    |
| 7     | 11  | セルジオ・ペレス           | レッドブル-ホンダ・RBPT                 | 1:06.256 | 1:05.612 | 1:06.008 | 7    |
| 8     | 31  | エステバン・オコン         | アルピーヌ-ルノー                       | 1:06.343 | 1:05.686 | 1:06.101 | 8    |
| 9     | 10  | ピエール・ガスリー         | アルピーヌ-ルノー                       | 1:06.465 | 1:05.757 | 1:06.624 | 9    |
| 10    | 16  | シャルル・ルクレール       | フェラーリ                              | 1:06.149 | 1:05.526 | No Time  | 10   |
| 11    | 20  | ケビン・マグヌッセン       | ハース-フェラーリ                       | 1:06.387 | 1:05.806 | n/a      | 11   |
| 12    | 18  | ランス・ストロール         | アストンマーティン・アラムコ-メルセデス | 1:06.037 | 1:05.847 | n/a      | 12   |
| 13    | 14  | フェルナンド・アロンソ     | アストンマーティン・アラムコ-メルセデス | 1:06.487 | 1:05.878 | n/a      | 13   |
| 14    | 22  | 角田裕毅                   | RB-ホンダ・RBPT                         | 1:06.557 | 1:05.960 | n/a      | 14   |
| 15    | 2   | ローガン・サージェント     | ウィリアムズ-メルセデス                 | 1:06.518 | No Time  | n/a      | 15   |
| 16    | 3   | ダニエル・リカルド         | RB-ホンダ・RBPT                         | 1:06.581 | n/a      | n/a      | 16   |
| 17    | 27  | ニコ・ヒュルケンベルグ     | ハース-フェラーリ                       | 1:06.583 | n/a      | n/a      | 17   |
| 18    | 77  | バルテリ・ボッタス         | キック・ザウバー-フェラーリ             | 1:06.725 | n/a      | n/a      | 18   |
| 19    | 23  | アレクサンダー・アルボン   | ウィリアムズ-メルセデス                 | 1:06.754 | n/a      | n/a      | PL 1 |
| 20    | 24  | 周冠宇                     | キック・ザウバー-フェラーリ             | 1:07.197 | n/a      | n/a      | 19   |
| 出典: |     |                            |                                         |          |          |          |      |

追記
- ^1 - アルボンはパルクフェルメ下でセッティングを変更したためピットレーンスタート[15]

## スプリント
2024年6月29日 12:00 CEST(UTC+2) （特記のない出典: ）
- 気温：29 °C (84 °F) 路面温度：43 °C (109 °F) 天候：晴 路面状況：ドライ[17]
- レース距離：23周 (99.188 km) ※当初の予定は24周

マックス・フェルスタッペンがマクラーレン勢の追撃をかわし、独走でスプリントを制した。
ターン1でカメラマンがバリアの後ろに立っていたため、安全上のリスクになるということでフォーメーションラップがやり直しとなり、当初予定の24周から1周少ない23周に減らされた。
スタート直後にオスカー・ピアストリがチームメイトのランド・ノリスに仕掛けるも順位は変わらず、ノリスは首位フェルスタッペンに対し再三オーバーテイクを仕掛け、5周目のターン3でインに入ってフェルスタッペンをパスするが、フェルスタッペンはターン4ですぐに首位を奪い返した。このバトルの間隙をついてピアストリがノリスを抜いて2位に浮上し、以後はフェルスタッペンがピアストリ以下を突き放して独走した。
ニコ・ヒュルケンベルグは21周目にフェルナンド・アロンソとのバトルの際にアロンソをコース外へ押し出した行為が審議の対象となり、レース後に10秒のタイムペナルティが科されて19位に降格した。

### スプリントの結果
| 順位  | No. | ドライバー                 | コンストラクター                        | 周回数 | タイム/リタイア原因 | Grid | Pts. |
| ----- | --- | -------------------------- | --------------------------------------- | ------ | ------------------- | ---- | ---- |
| 1     | 1   | マックス・フェルスタッペン | レッドブル-ホンダ・RBPT                 | 23     | 26:41.389           | 1    | 8    |
| 2     | 81  | オスカー・ピアストリ       | マクラーレン-メルセデス                 | 23     | +4.616              | 3    | 7    |
| 3     | 4   | ランド・ノリス             | マクラーレン-メルセデス                 | 23     | +5.348              | 2    | 6    |
| 4     | 63  | ジョージ・ラッセル         | メルセデス                              | 23     | +8.354              | 4    | 5    |
| 5     | 55  | カルロス・サインツ         | フェラーリ                              | 23     | +9.989              | 5    | 4    |
| 6     | 44  | ルイス・ハミルトン         | メルセデス                              | 23     | +11.207             | 6    | 3    |
| 7     | 16  | シャルル・ルクレール       | フェラーリ                              | 23     | +13.424             | 10   | 2    |
| 8     | 11  | セルジオ・ペレス           | レッドブル-ホンダ・RBPT                 | 23     | +17.409             | 7    | 1    |
| 9     | 20  | ケビン・マグヌッセン       | ハース-フェラーリ                       | 23     | +24.067             | 11   |      |
| 10    | 18  | ランス・ストロール         | アストンマーティン・アラムコ-メルセデス | 23     | +30.175             | 12   |      |
| 11    | 31  | エステバン・オコン         | アルピーヌ-ルノー                       | 23     | +30.839             | 8    |      |
| 12    | 10  | ピエール・ガスリー         | アルピーヌ-ルノー                       | 23     | +31.308             | 9    |      |
| 13    | 22  | 角田裕毅                   | RB-ホンダ・RBPT                         | 23     | +35.452             | 14   |      |
| 14    | 3   | ダニエル・リカルド         | RB-ホンダ・RBPT                         | 23     | +39.397             | 16   |      |
| 15    | 14  | フェルナンド・アロンソ     | アストンマーティン・アラムコ-メルセデス | 23     | +43.155             | 13   |      |
| 16    | 2   | ローガン・サージェント     | ウィリアムズ-メルセデス                 | 23     | +44.076             | 15   |      |
| 17    | 23  | アレクサンダー・アルボン   | ウィリアムズ-メルセデス                 | 23     | +44.673             | PL   |      |
| 18    | 77  | バルテリ・ボッタス         | キック・ザウバー-フェラーリ             | 23     | +46.511             | 18   |      |
| 19    | 27  | ニコ・ヒュルケンベルグ     | ハース-フェラーリ                       | 23     | +48.423 1           | 17   |      |
| 20    | 24  | 周冠宇                     | キック・ザウバー-フェラーリ             | 23     | +53.143             | 19   |      |
| 出典: |     |                            |                                         |        |                     |      |      |

追記
- ^1 - ヒュルケンベルグはターン3でアロンソをコース外に押し出したため、10秒のタイムペナルティ（レース後の裁定となったため、レースタイムに10秒加算）とペナルティポイント2点（通算2点）が科せられた[18][21]

ファステストラップ
- ランド・ノリス - 1:08.935（2周目）

## 予選
2024年6月29日 16:00 CEST(UTC+2) （特記のない出典: ）
- 気温：32 °C (90 °F) 路面温度：47 °C (117 °F) 天候：晴 路面状況：ドライ

マックス・フェルスタッペンが2番手のランド・ノリスに0.404秒の大差を付けて通算40回目、オーストリアGPでは4年連続でポールポジションを獲得した。
オスカー・ピアストリは最後のアタックで3番手タイムをマークしたが、トラックリミット違反で抹消され7番手に降着し、代わってジョージ・ラッセルが3番手を得た。以下、カルロス・サインツ、ルイス・ハミルトン、シャルル・ルクレール、ピアストリ、セルジオ・ペレスが続いた。
RB勢はダニエル・リカルドがQ3進出にわずか0.015秒届かず11番手、角田裕毅は14番手でともにQ2で敗退した。

### 予選結果
| 順位                | No. | ドライバー                 | コンストラクター                        | Q1       | Q2       | Q3       | Grid |
| ------------------- | --- | -------------------------- | --------------------------------------- | -------- | -------- | -------- | ---- |
| 1                   | 1   | マックス・フェルスタッペン | レッドブル-ホンダ・RBPT                 | 1:05.336 | 1:04.469 | 1:04.314 | 1    |
| 2                   | 4   | ランド・ノリス             | マクラーレン-メルセデス                 | 1:05.450 | 1:05.103 | 1:04.718 | 2    |
| 3                   | 63  | ジョージ・ラッセル         | メルセデス                              | 1:05.585 | 1:05.016 | 1:04.840 | 3    |
| 4                   | 55  | カルロス・サインツ         | フェラーリ                              | 1:05.263 | 1:05.016 | 1:04.851 | 4    |
| 5                   | 44  | ルイス・ハミルトン         | メルセデス                              | 1:05.541 | 1:05.053 | 1:04.903 | 5    |
| 6                   | 16  | シャルル・ルクレール       | フェラーリ                              | 1:05.509 | 1:05.104 | 1:05.044 | 6    |
| 7                   | 81  | オスカー・ピアストリ       | マクラーレン-メルセデス                 | 1:05.311 | 1:05.070 | 1:05.048 | 7    |
| 8                   | 11  | セルジオ・ペレス           | レッドブル-ホンダ・RBPT                 | 1:05.587 | 1:05.144 | 1:05.202 | 8    |
| 9                   | 27  | ニコ・ヒュルケンベルグ     | ハース-フェラーリ                       | 1:05.596 | 1:05.262 | 1:05.385 | 9    |
| 10                  | 31  | エステバン・オコン         | アルピーヌ-ルノー                       | 1:05.574 | 1:05.274 | 1:05.883 | 10   |
| 11                  | 3   | ダニエル・リカルド         | RB-ホンダ・RBPT                         | 1:05.569 | 1:05.289 | n/a      | 11   |
| 12                  | 20  | ケビン・マグヌッセン       | ハース-フェラーリ                       | 1:05.508 | 1:05.347 | n/a      | 12   |
| 13                  | 10  | ピエール・ガスリー         | アルピーヌ-ルノー                       | 1:05.598 | 1:05.359 | n/a      | 13   |
| 14                  | 22  | 角田裕毅                   | RB-ホンダ・RBPT                         | 1:05.563 | 1:05.412 | n/a      | 14   |
| 15                  | 14  | フェルナンド・アロンソ     | アストンマーティン・アラムコ-メルセデス | 1:05.656 | 1:05.639 | n/a      | 15   |
| 16                  | 23  | アレクサンダー・アルボン   | ウィリアムズ-メルセデス                 | 1:05.736 | n/a      | n/a      | 16   |
| 17                  | 18  | ランス・ストロール         | アストンマーティン・アラムコ-メルセデス | 1:05.819 | n/a      | n/a      | 17   |
| 18                  | 77  | バルテリ・ボッタス         | キック・ザウバー-フェラーリ             | 1:05.847 | n/a      | n/a      | 18   |
| 19                  | 2   | ローガン・サージェント     | ウィリアムズ-メルセデス                 | 1:05.856 | n/a      | n/a      | 19   |
| 20                  | 24  | 周冠宇                     | キック・ザウバー-フェラーリ             | 1:06.061 | n/a      | n/a      | PL 1 |
| 107% time: 1:09.831 |     |                            |                                         |          |          |          |      |
| 出典:               |     |                            |                                         |          |          |          |      |

追記
- ^1 - 周はパルクフェルメ下でセッティング変更を行ったためピットレーンスタート[26][27]

## 決勝
2024年6月30日 15:00 CEST(UTC+2) （特記のない出典: ）
- 気温：29 °C (84 °F) 路面温度：48 °C (118 °F) 天候：晴 路面状況：ドライ

首位を争うマックス・フェルスタッペンとランド・ノリスがバトルの末に接触して優勝戦線から脱落し、代わって首位に立ったジョージ・ラッセルが2022年のサンパウロGP以来2年ぶりとなる2勝目を挙げた。メルセデスチームにとっても同GP以来2年ぶりの優勝となった。
スタート直後にシャルル・ルクレールとオスカー・ピアストリが接触。ルクレールはフロントウィングの破損によってピットインを強いられたことで、早々と上位争いから脱落した。
フェルスタッペンは順調に首位を走行していたが、1回目のピットストップでアンセーフリリースの疑いがかけられたもののお咎めなしとなった。しかし、51周目に2回目のピットストップを行った際タイヤ交換に手間取り、ピットインのタイミングを合わせたノリスがフェルスタッペンとの差を一気に詰め、ここからフェルスタッペンとノリスのバトルが始まった。ノリスは再三フェルスタッペンにオーバーテイクを仕掛けていくもフェルスタッペンがなんとか踏みとどまる状態が続いたが、64周目のターン3でノリスがアウト側から抜きにかかった際に両者ともに接触し、互いにタイヤがパンクしてしまった。その間隙を縫ってラッセルが首位に立ち、優勝をもぎ取った。
ピアストリが2位、カルロス・サインツが3位となり表彰台を獲得した。フェルスタッペンは接触により10秒ペナルティが科せられたものの5位フィニッシュ、対してノリスは接触のダメージが大きくリタイアした（20位・完走扱い）。ハースはニコ・ヒュルケンベルグがセルジオ・ペレスを最後まで抑えきって6位、ケビン・マグヌッセンが8位でダブル入賞を果たし、RBのダニエル・リカルドが9位入賞。チームメイトの角田裕毅は14位に終わった。なお、ファステストラップはフェルナンド・アロンソが記録したが、入賞圏外の18位でフィニッシュしたためポイントの対象にはならない。

### レース結果
| 順位  | No. | ドライバー                 | コンストラクター                        | 周回数 | タイム/リタイア原因 | Grid | Pts. |
| ----- | --- | -------------------------- | --------------------------------------- | ------ | ------------------- | ---- | ---- |
| 1     | 63  | ジョージ・ラッセル         | メルセデス                              | 71     | 1:24:22.798         | 3    | 25   |
| 2     | 81  | オスカー・ピアストリ       | マクラーレン-メルセデス                 | 71     | +1.906              | 7    | 18   |
| 3     | 55  | カルロス・サインツ         | フェラーリ                              | 71     | +4.533              | 4    | 15   |
| 4     | 44  | ルイス・ハミルトン         | メルセデス                              | 71     | +23.142             | 5    | 12   |
| 5     | 1   | マックス・フェルスタッペン | レッドブル-ホンダ・RBPT                 | 71     | +37.253 1           | 1    | 10   |
| 6     | 27  | ニコ・ヒュルケンベルグ     | ハース-フェラーリ                       | 71     | +54.088             | 9    | 8    |
| 7     | 11  | セルジオ・ペレス           | レッドブル-ホンダ・RBPT                 | 71     | +54.672             | 8    | 6    |
| 8     | 20  | ケビン・マグヌッセン       | ハース-フェラーリ                       | 71     | +1:00.355           | 16   | 4    |
| 9     | 3   | ダニエル・リカルド         | RB-ホンダ・RBPT                         | 71     | +1:01.169           | 11   | 2    |
| 10    | 10  | ピエール・ガスリー         | アルピーヌ-ルノー                       | 71     | +1:01.766           | 13   | 1    |
| 11    | 16  | シャルル・ルクレール       | フェラーリ                              | 71     | +1:07.056           | 6    |      |
| 12    | 31  | エステバン・オコン         | アルピーヌ-ルノー                       | 71     | +1:08.325           | 10   |      |
| 13    | 18  | ランス・ストロール         | アストンマーティン・アラムコ-メルセデス | 70     | +1 Lap              | 17   |      |
| 14    | 22  | 角田裕毅                   | RB-ホンダ・RBPT                         | 70     | +1 Lap              | 14   |      |
| 15    | 23  | アレクサンダー・アルボン   | ウィリアムズ-メルセデス                 | 70     | +1 Lap 2            | 16   |      |
| 16    | 77  | バルテリ・ボッタス         | キック・ザウバー-フェラーリ             | 70     | +1 Lap              | 18   |      |
| 17    | 24  | 周冠宇                     | キック・ザウバー-フェラーリ             | 70     | +1 Lap              | PL   |      |
| 18    | 14  | フェルナンド・アロンソ 3   | アストンマーティン・アラムコ-メルセデス | 70     | +1 Lap              | 15   |      |
| 19    | 2   | ローガン・サージェント     | ウィリアムズ-メルセデス                 | 69     | +2 Laps             | 19   |      |
| 20 †  | 4   | ランド・ノリス             | マクラーレン-メルセデス                 | 64     | 接触ダメージ 4      | 2    |      |
| 出典: |     |                            |                                         |        |                     |      |      |

追記
- ^† - リタイアだが、90%以上の距離を走行したため規定により完走扱い
- ^1 - フェルスタッペンはノリスと接触した件の責任を問われ、10秒のタイムペナルティ（ピットインで消化しなかったため、レースタイムに10秒加算）とペナルティポイント2点（通算4点）が科せられた[33]
- ^2 - アルボンはピットインする際に白線を跨いだため、5秒のタイムペナルティ（ピットインで消化しなかったため、レースタイムに5秒加算）が科せられた[34]
- ^3 - アロンソは周と接触した件の責任を問われ、10秒のタイムペナルティ（ピットインで消化）とペナルティポイント2点（通算8点）が科せられた[35]
- ^4 - ノリスはトラックリミット違反を4回犯したため、5秒のタイムペナルティ（裁定前にリタイアしたが完走扱いとなったため、レースタイムに5秒加算）が科せられた[36]

勝者ジョージ・ラッセルの平均速度
- 217.908 km/h (135.402 mph)

ファステストラップ
- フェルナンド・アロンソ - 1:07.694（70周目）
  - 入賞圏外でフィニッシュしたため、ポイントの対象外

ラップリーダー
太字は最多ラップリーダー
- マックス・フェルスタッペン - 62周 (1-23, 25-63)
- オスカー・ピアストリ - 1周 (24)
- ジョージ・ラッセル - 8周 (64-71)

## 達成された主な記録
（特記のない出典: ）
ドライバー
- 40回目のポールポジション: マックス・フェルスタッペン - 史上5人目[40]
- 250戦目の出走: ダニエル・リカルド - 史上12人目[41]

レース
- 全車完走（完走扱い1台を含む20台）[31]

## 第11戦終了時点のランキング
|       | 順位 | ドライバー                 | ポイント |
| ----- | ---- | -------------------------- | -------- |
|       | 1    | マックス・フェルスタッペン | 237      |
|       | 2    | ランド・ノリス             | 156      |
|       | 3    | シャルル・ルクレール       | 150      |
|       | 4    | カルロス・サインツ         | 135      |
|       | 5    | セルジオ・ペレス           | 118      |
| 出典: |      |                            |          |

|       | 順位 | コンストラクター                        | ポイント |
| ----- | ---- | --------------------------------------- | -------- |
|       | 1    | レッドブル-ホンダ・RBPT                 | 355      |
|       | 2    | フェラーリ                              | 291      |
|       | 3    | マクラーレン-メルセデス                 | 268      |
|       | 4    | メルセデス                              | 196      |
|       | 5    | アストンマーティン・アラムコ-メルセデス | 58       |
| 出典: |      |                                         |          |

- 注：いずれもトップ5まで掲載。